# Parafia Nawiedzenia Najświętszej Maryi Panny w Krzyżownikach
Parafia Nawiedzenia Najświętszej Maryi Panny w Krzyżownikach – parafia rzymskokatolicka, znajdująca się w diecezji kaliskiej, w dekanacie Trzcinica. Do 23 marca 2024 urząd proboszcza parafii pełnił ks. kan. Andrzej Milian. Od 7 kwietnia 2024 administratorem parafii jest ks. Rafał Siwek. 